# Скабиоза
Скабио́за (лат. Scabiósa — в переводе «чесотка») — род травянистых или полукустарниковых растений семейства Жимолостные (Caprifoliaceae) порядка Ворсянкоцветные (Dipsacales). Некоторыми систематиками включается в дополнительно выделяемое в составе семейства подсемейство Ворсянковые (Dipsacoideae).

## Ботаническое описание

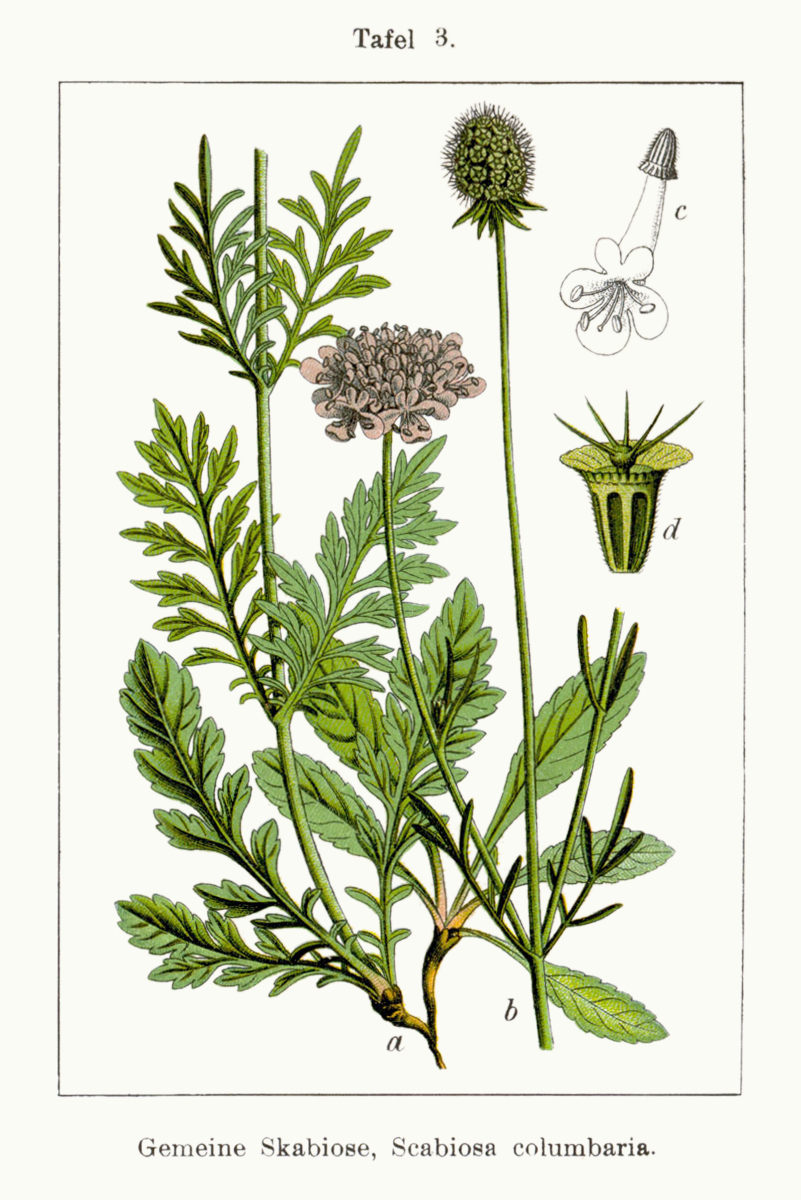
Скабиоза голубиная (Scabiosa columbaria).

Зубчатые, лопастные или перисто-надрезанные листья.
Цветки собраны в головки с травянистым покрывалом; цветоложе — плёнчатое. Чашечка двойная; наружная, с восемью явственно развитыми рёбрами и с широкою сухоплёнчатою окраиною; внутренняя чашечка блюдцеобразная или колокольчатая; пятизубчатая; венчик пятираздельный (иногда 4—6-раздельный). Четыре тычинки, редко две; столбик двураздельный.
Плод — семянка.

## Распространение и среда обитания
Произрастают в умеренном климате Старого Света. Предпочитают селиться на известковых почвах.

## Хозяйственное значение и применение
Медоносны. Используют для декоративного озеленения, у флористов.

## Таксономия
Классификация и объём рода Скабиоза, как и всего подсемейства Ворсянковые (Dipsacoideae) многократно изменялась. 
Род Scabiosa был впервые опубликован в 1753 году Карлом фон Линнеем в Species Plantarum, том 1, стр. 98. До Линнея название Scabiosa использовалось для обозначения нескольких родов с синими головчатыми соцветиями. Синонимом Scabiosa L. является Asterocephalus Zinn. Некоторые виды были выделены в другие рода. 
В 1987 году чешский ботаник Иржи Сояк перенёс несколько видов рода Scabiosa, встречающихся в Азии, в род Ломелозия (Lomelosia):
- [syn.  Scabiosa flavida Boiss. & Hausskn., 1875] → Lomelosia flavida (Boiss. & Hausskn.) Soják
- [syn.  Scabiosa gumbetica Boiss., 1875] → Lomelosia gumbetica (Boiss.) Soják
- [syn.  Scabiosa isetensis L., 1767] → Lomelosia isetensis (L.) Soják (Ломелозия исетская)
- [syn.  Scabiosa leucactis Patzak, 1962] → Lomelosia leucactis (Patzak) Soják
- [syn.  Scabiosa macrochaete Boiss. & Hausskn., 1875] → Lomelosia macrochaete (Boiss. & Hausskn.) Soják
- [syn.  Scabiosa olgae Albov, 1894] → Lomelosia olgae (Albov) Soják
- [syn.  Scabiosa rhodantha Kar. & Kir., 1841] → Lomelosia rhodantha (Kar. & Kir.) Soják
- [syn.  Scabiosa speciosa Royle, 1835] → Lomelosia speciosa (Royle) Soják
- [syn.  Scabiosa songarica Schrenk ex Fisch. & C.A.Mey., 1841] → Lomelosia songarica (Schrenk) Soják
- [syn.  Scabiosa ucranica L., 1759] → Lomelosia ucranica (L.) Soják

В 2009 году была установлена ДНК-клада Scabioseae, состоящая из Pterocephalus s.str., Sixalix, Scabiosa, Lomelosia и Pycnocomon.
В 2010 году подсемейство Dipsacoideae было разделено на 2 генетические ДНК-клады: клада Knautia – Cephalaria – Dipsacus – Succisella и клада Scabiosa – Pterocephalus – Lomelosia.
Некоторыми систематиками предлагается выделение самостоятельного рода Sixalix Raf. (не поддерживается современной классификацией на основе системы APG V, где род считается синонимичным роду Скабиоза), в который включают следующие виды (выборочно): 
- Scabiosa atropurpurea L. → Sixalix atropurpurea (L.) Greuter & Burdet  — произрастает в Южной Европе и на Азорских островах. В Великобритании и Южной Америке это неофит.
- Scabiosa daucoides Desf. → Sixalix daucoides (Desf.) Raf. — встречается в Алжире и Тунисе.

### Современная классификация
Scabiosa L, 1753, Sp. Pl.: 98
Род Скабиоза относится к семейству Жимолостные (Caprifoliaceae) порядка Dipsacales (Ворсянкоцветные). Таксономическая схема в соответствии с Системой APG IV по состоянию на июнь 2025 года:
|  |                                      |  |                                   |                                   |                       |  | ещё 1 семейство |              |              |                                                                 |
|  |                                      |  |                                   |                                   |                       |  |                 |              |              | 65 подтверждённых видов и 138 таксонов, ожидающих подтверждения |
|  |                                      |  |                                   | порядок Ворсянкоцветные           |                       |  |                 |              | род Скабиоза |                                                                 |
|  |                                      |  |                                   | порядок Ворсянкоцветные           |                       |  |                 |              | род Скабиоза |                                                                 |
|  | отдел Цветковые, или Покрытосеменные |  |                                   |                                   | семейство Жимолостные |  |                 |              |              |                                                                 |
|  | отдел Цветковые, или Покрытосеменные |  |                                   |                                   |                       |  |                 |              |              |                                                                 |
|  |                                      |  | ещё 63 порядка цветковых растений | ещё 63 порядка цветковых растений |                       |  |                 | ещё 28 родов | ещё 28 родов |                                                                 |
|  |                                      |  |                                   | ещё 63 порядка цветковых растений |                       |  |                 |              | ещё 28 родов |                                                                 |

### Виды
Род Скабиоза включает 65 видов:
- Scabiosa adzharica Schchian
- Scabiosa africana L.
- Scabiosa albanensis R.A.Dyer
- Scabiosa andryalifolia (Pau) Devesa
- Scabiosa angustiloba (Sond.) B.L.Burtt ex Hutch.
- Scabiosa arenaria Forssk.
- Scabiosa atropurpurea L.
- Scabiosa austroafricana Heine
- Scabiosa balcanica (Velen.) Velen.
- Scabiosa ×beauverdiana Palez.
- Scabiosa bipinnata K.Koch — Скабиоза дважды-перистая
- Scabiosa buekiana Eckl. & Zeyh.
- Scabiosa canescens Waldst. & Kit.
- Scabiosa cartenniana A.Pons & Quézel
- Scabiosa cephalarioides Lojac.
- Scabiosa cinerea Lapeyr. ex Lam.
- Scabiosa colchica Steven — Скабиоза колхидская
- Scabiosa columbaria L. typus — Скабиоза голубиная
- Scabiosa comosa Fisch. ex Roem. & Schult. — Скабиоза венечная
- Scabiosa correvoniana Sommier & Levier — Скабиоза Корревона
- Scabiosa corsica (Litard.) Gamisans
- Scabiosa crinita Kotschy & Boiss.
- Scabiosa daucoides Desf.
- Scabiosa drakensbergensis B.L.Burtt
- Scabiosa eremophila Boiss.
- Scabiosa farinosa Coss.
- Scabiosa fumarioides Vis. & Pancic
- Scabiosa galianoi Devesa, Ortega Oliv. & J.López
- Scabiosa georgica Sulak. — Скабиоза грузинская
- Scabiosa holosericea Bertol.
- Scabiosa imeretica Sulak. — Скабиоза имеретинская
- Scabiosa incisa Mill.
- Scabiosa isetensis L. — Скабиоза исетская
- Scabiosa japonica Miq.
- Scabiosa jezoensis Nakai
- Scabiosa lacerifolia Hayata
- Scabiosa lachnophylla Kitag. — Скабиоза шерстистолистная
- Scabiosa libyca Alavi
- Scabiosa lucida Vill. — Скабиоза блестящая
- Scabiosa ×lucidula Beck
- Scabiosa meskhetica Schchian — Скабиоза месхетская
- Scabiosa mollissima Viv.
- Scabiosa nitens Roem. & Schult.
- Scabiosa ochroleuca L. — Скабиоза бледно-жёлтая
- Scabiosa owerinii Boiss. — Скабиоза Оверина
- Scabiosa paphlagonica Bornm.
- Scabiosa parielii Maire
- Scabiosa parviflora Desf.
- Scabiosa praemontana Privalova
- Scabiosa pyrenaica All.
- Scabiosa semipapposa Salzm. ex DC.
- Scabiosa silenifolia Waldst. & Kit.
- Scabiosa solymica (Parolly, Eren & Nordt) Göktürk
- Scabiosa sosnowskyi Sulak. — Скабиоза Сосновского
- Scabiosa taygetea Boiss. & Heldr.
- Scabiosa tenuis Spruner ex Boiss.
- Scabiosa tenuisecta Jord.
- Scabiosa thysdrusiana Le Houér.
- Scabiosa transvaalensis S.Moore
- Scabiosa triandra L.
- Scabiosa triniifolia Friv.
- Scabiosa turolensis Pau
- Scabiosa tysonii L.Bolus
- Scabiosa velenovskiana Bobrov — Скабиоза Веленовского
- Scabiosa vestina Facchini ex W.D.J.Koch
- Scabiosa webbiana D.Don

## В ас трономии
В честь скабиозы назван астероид, открытый 5 октября 1931 года немецким астрономом Карлом Райнмутом в Гейдельбергской обсерватории.